# 灰質 (絕命毒師)
〈灰質〉（英語：Gray Matter）是美國電視劇《絕命毒師》第一季的第五集，由派蒂·林編劇，翠西亞·布洛克執導。故事主要講述華特（布萊恩·克萊斯頓飾演）和家人為自己是否要接受化療而引起紛爭；另一方面，傑西（亞倫·保羅飾演）在找份正當的工作失敗後打算自行製毒。該集2008年2月24日在AMC首播並普遍獲得了正面居多的評價。

## 劇情
華特和史凱勒前去參加富有的艾利耶·史沃茲（Gretchen Schwartz）的生日聚會。幾年前，華特和他當時的女友葛麗琴（Gretchen）與艾利耶建立了一間名為灰質企業（Gray Matter Technologies）的公司，該公司的名字來自華特的姓氏「懷特」（白色）和「史沃茲」（德語意為「黑色」）的結合（白色加黑色會得到灰色），但華特最後選擇出售他的股份，而未在該公司工作。隨後，該公司繁榮發展了華特的創新技術，艾利耶則與葛麗琴結婚。由於這段過去，華特在生日聚會上感到很緊張。當艾利耶為他提供工作並告訴他灰質擁有出色的健康保險時，華特發現史凱勒私自向對方講述了他的癌症，並為此感到不高興。
在面試失敗後，傑西將房車和製毒場所秀給他的毒友小獾（Badger）看，兩人決定開始製作冰毒。在沙漠中，傑西因無法製作出像華特那樣純的冰毒而感到沮喪，並扔掉了做出來的東西，這讓小獾感到不滿。傑西再製作了幾批，最後又選擇扔掉。小獾開始和傑西爭奪起其冰毒，傑西最後將他推出房車並自行將車開走。
週末，小華特（Walter Jr.）和兩個朋友在一家便利店外面等待有人給他們買啤酒。而當小華特意外地被一名警察發現時，他的朋友們落荒而逃。警察給他「第一個同時也是最後一個警告」而將他交給漢克。這促使史凱勒對華特進行公開面談（家庭會議），她說自己不明白為什麼華特要拒絕接受治療。漢克、小華特和瑪麗（Marie）都各自發表了看法；雖然史凱勒和小華特要他接受治療，但瑪麗和後來的漢克都覺得應該遵照華特的意願而選擇拒絕治療。華特為此面談作結，並表示自己不會接受治療。
隔日早上，華特改變了主意，告訴史凱勒他將接受治療和艾利耶的支票。葛麗琴後來打來電話，告訴華特必須接受這筆錢。華特表示感激後撒謊說他的保險現在足以給付。華特然後去了傑西的房子，問他是否想繼續製毒。

## 反響
〈灰質〉在美國首播時的收視率達0.97（即97萬名觀眾）。該集在外界普遍獲得了正面居多的評價；IGN網站的塞思·阿米汀（Seth Amitin）給了該集8.9的高分（滿分10分），並在評論中寫道：「當您意識到自己到達生活中的某個特定點且意識到自己所做的一切都無法逆轉時，這很糟糕。」影音俱樂部網站的唐娜·鮑曼（Donna Bowman）給了再度給了該劇「A-」的好評，她認為該集回到了該劇的原點，但情況已經發生了微妙的變化，且該集也丟出了一個省思：「我們是否要通過化療來體驗更好的生活？僅當您考慮將背部平放在真空包裝中的某種醫療設備中才能『活得更好』。」

## 外部連結
- 在《絕命毒師》官方頁面上的《灰質》
- 互联网电影数据库上灰質的资料（英文）